# Сосновка (нижний приток Усть-Стрелины)
Сосновка (в верховье — Большая Сосновка) — река в России, протекает по Топкинскому району Кемеровской области.
Устье реки находится в 38 км от устья Стрелины по правому берегу. Длина реки составляет 12 км.

## Данные водного реестра
По данным государственного водного реестра России относится к Верхнеобскому бассейновому округу, водохозяйственный участок реки — Томь от города Кемерово и до устья, речной подбассейн реки — Томь. Речной бассейн реки — (Верхняя) Обь до впадения Иртыша.